# The Brown Bunny
The Brown Bunny es una película dramática estadounidense de 2003 dirigida, producida, protagonizada y escrita por Vincent Gallo. Con la actuación protagónica de Chloë Sevigny, narra la historia de un motociclista que está obsesionado por los recuerdos de su antigua amante. Fue grabada en varias locaciones de los Estados Unidos como New Hampshire, Massachusetts, Ohio, Missouri, Utah, Nevada y California.
Tras su estreno en el Festival de Cannes de 2003, la película recibió atención mediática especialmente por una escena en la que Sevigny le practica sexo oral explícito a Gallo, y por la disputa entre Gallo y el famoso crítico Roger Ebert, quien afirmó inicialmente que The Brown Bunny era la peor película en la historia de Cannes, aunque suavizó su crítica tiempo después tras la reedición de la película.

## Sinopsis
El motociclista Bud Clay emprende una carrera a campo traviesa en California. Todo el tiempo lo atormentan los recuerdos de su antigua amante, Daisy. En su viaje conoce a tres mujeres, pero Bud parece ser un alma perdida, y no puede establecer una conexión emocional con ninguna de ellas.

## Reparto
- Vincent Gallo es Bud Clay.
- Chloë Sevigny es Daisy.
- Cheryl Tiegs es Lilly.
- Elizabeth Blake es Rose.
- Anna Vareschi es Violet.
- Mary Morasky es la señora Lemon.
- Rick Doucette es un motociclista.

## Controversia
Tras su regreso a los Estados Unidos, Gallo adoptó una postura desafiante, defendió la película y terminó una nueva edición que clarificó y ajustó la historia ante las críticas iniciales. Una guerra de declaraciones se desató entre Gallo y Roger Ebert cuando este último se refirió a la película como la peor en la historia del Festival de Cannes. Gallo respondió a esta afirmación refiriéndose a Ebert como "un gordo con el físico de un comerciante de esclavos". Parafraseando una afirmación atribuida a Winston Churchill, Ebert respondió: "Es cierto que soy gordo, pero algún día seré delgado mientras él siempre será el director de The Brown Bunny". Gallo entonces afirmó haber maldecido el colon de Ebert causándole cáncer. En respuesta, Ebert afirmó que ver un vídeo de su colonoscopia era más entretenido que ver The Brown Bunny.
Una versión reeditada de la película se presentó más tarde en el Festival Internacional de Cine de Toronto (aunque aún conservaba la polémica escena de sexo oral entre los protagonistas). La nueva versión fue mejor valorada por algunos, incluido Ebert, quien le otorgó tres estrellas de cuatro posibles. En una columna, Ebert informó que él y Gallo habían hecho las paces. De acuerdo con Ebert:

Gallo regresó a la sala de edición y recortó 26 minutos de su película de 118 minutos, casi un cuarto del tiempo de ejecución. Y en el proceso, la transformó. La forma y el propósito de la película ahora emergen del misma de la versión original. Se dice que la edición es el alma del cine; en el caso de The Brown Bunny, es su salvación.